# NGC 1808
NGC 1808 је спирална галаксија у сазвежђу Голуб која се налази на NGC листи објеката дубоког неба.
Деклинација објекта је - 37° 30' 48" а ректасцензија 5h 7m 42,5s. Привидна величина (магнитуда) објекта NGC 1808 износи 9,9 а фотографска магнитуда 10,8. Налази се на удаљености од 10,8000 милиона парсека од Сунца. NGC 1808 је још познат и под ознакама ESO 305-8, MCG -6-12-5, AM 0505-373, IRAS 05059-3734, PGC 16779.